# Robert Marland
Robert Marland, född den 13 maj 1964 i Mississauga i Kanada, är en kanadensisk roddare.
Han tog OS-guld i åtta med styrman i samband med de olympiska roddtävlingarna 1992 i Barcelona.